# 收發分離多基雷達
收發分離多基雷達（又稱雙基雷達被動接收系統或輪型被動雷達車）是國家中山科學研究院研發的被動雷達系統，因可處理不同角度收到的雷達訊號而具備偵測隱形戰機的能力，自身不向外發射訊號的特性也使其較難被反輻射飛彈或電子作戰手段反制。

## 發展
21世紀初期，中华人民共和国對匿蹤科技的研究逐漸步上軌道，其首款匿蹤戰機的研發與生產計畫也隨之開始推行。有鑑於此類武器將對台灣的空防造成極大威脅，中華民國國防部要求中山科學研究院研究偵測匿蹤戰機的相關技術，中科院也於2009年完成關鍵技術的研發，預計於2012至2016年間完成首套先導型被動雷達。2011年，歼-20完成了首次飛行測試，時任立法委員林郁方要求國防部提出應對方案，國防部也將被動雷達的建案時間提前2012年，預計於2018年開始量產服役。:64-65
全稱為「雙基雷達被動接收系統」的被動雷達首見於2013台北國際航太暨國防工業展覽會。根據展覽會場的說明，雙基雷達被動接收系統可用其相位陣列天線接收反射自戰管雷達或「長白」電子掃描陣列雷達的訊號，經數位波束合成與信號處理後送至同步系統進行目標參數解算，且訊號發射端與接收端的距離可超過100公里。然而，此雷達系統經推出後即受質疑。雙基雷達被動接收系統僅可接收戰管雷達或長白雷達的訊號，前述訊號源遭攻擊或關機即會使被動接收系統失效。與之相比，美國的「寂靜哨兵」（Silent Sentry）雷達系統與捷克的「維拉」雷達系統皆可接收廣播電台或行動電話基地台發射出的隨機輻射訊號，而隨機輻射訊號的訊號源與頻段皆較軍用雷達多且廣，故不易因攻擊或電子作戰手段而失效。對此，中科院人員表示展出的雷達系統僅為雛型，「還有很大的精進空間」，且未來會對相關議題做進一步的研究。:66-69
2017年3月8日，中科院宣布其研發展示館正式啟用，其中即展示代號為「輪型被動雷達車」的新型被動雷達系統。與雙基雷達被動接收系統相比，輪型被動雷達車具備「多發多收」的能力，即可接收多組不同發射源的訊號，並由多組天線接收並分析訊號。:40-41此種雷達隨後於2018年進行先期部署測試，並於2020年正式量產服役。

## 洩密事件
2021年3月26日，軍媒《青年日報》於其網站上張貼中平號戰車登陸艦（LST-233）與合群號登陸艇（LCU-481）將補給物資運至澎湖群島的報導，另在該篇報導中附上兩張輪型被動雷達車的照片。此組照片隨後被轉載至知名軍事新聞網站Alert 5，也引起美國情報部門的關注，並透過國安系統向中華民國國防部表達關切之意。時任國防部長邱國正隨即要求軍方徹查，《青年日報》也將該篇報導自網站上撤下，另有報導稱青年日報社長與中平軍艦的輔導長遭到懲處。
此事件引起重視的原因與收發分離多基雷達的運作模式有關。由於被動雷達係透過接收不同方向反射的雷達訊號以偵測匿蹤戰機，其部署位置會影響雷達系統的偵測效能。公開其中一組雷達的位置將使擁有匿蹤戰機的國家調整此類戰機的部署方式，或針對該雷達陣地制定新的反制措施。除此之外，由於被動雷達不向外發射訊號，其位置較難透過電子偵察（Electronic Warfare Support Measure，ESM）手段偵知，公開雷達位置將使情報機構更容易透過傳統情報手段蒐集其情資。